# Jacquemontia martii
Jacquemontia martii är en vindeväxtart som beskrevs av Jacques Denys Denis Choisy. Jacquemontia martii ingår i släktet Jacquemontia och familjen vindeväxter. Inga underarter finns listade i Catalogue of Life.